# Rivière Launière
Pour les articles homonymes, voir Launière.
La rivière Launière est un affluent de la rivière Jacques-Cartier, coulant dans le territoire non organisé de Lac-Jacques-Cartier, dans la municipalité régionale de comté (MRC) de la La Côte-de-Beaupré, dans la région administrative de la Capitale-Nationale, dans la province de Québec, au Canada.
Ce cours d'eau est situé au centre Sud de la réserve faunique des Laurentides. Cette vallée est accessible indirectement par la route Antonio-Talbot. Des routes forestières secondaires desservent le secteur pour les besoins de la foresterie et des activités récréotouristiques.
La foresterie constitue la principale activité économique du secteur ; les activités récréotouristiques, en second.
La surface de la rivière Launière (sauf les zones de rapides) est habituellement gelée de la fin novembre au début avril, toutefois la circulation sécuritaire sur la glace se fait généralement de la mi-décembre à la fin mars.

## Géographie
Les principaux bassins versants voisins de la rivière Launière sont du côté nord le ruisseau de l'Enfer, la rivière aux Écorces Nord-Est, la rivière Chicoutimi. Du côté est, on rencontre la rivière Jacques-Cartier, le lac Jacques-Cartier et la rivière du Milieu. Du côté sud, on voit la rivière Jacques-Cartier et  la rivière Rocheuse. Finalement du côté ouest, on rencontre le lac Champlain, la rivière Cavée et la rivière aux Écorces.
La rivière Launière à une longueur de 23 km et un bassin versant de 255 km2.
La rivière Launière prend sa source à l’embouchure du lac Honorine (longueur : 2,7 km ; altitude : 844 m). Ce lac est enclavé entre des montagnes dont un sommet culmine à 1 001 m sud-ouest. Ce lac est surtout alimenté par la décharge (venant du nord-est) des lacs Bert et Mongeau, ainsi qu'un ruisseau non identifié (venant du sud-est). Un barrage a été aménagé à son embouchure qui est située au nord-ouest du lac, à 6,5 km sud-ouest du cours de la rivière Chicoutimi, à 2,6 km au sud du lac Vézina qui est le lac de tête de la rivière aux Écorces Nord-Est, à 9,5 km à l'ouest de la route 175, à 11,7 km au nord-est du lac Jacques-Cartier et à 26,7 km au nord de son embouchure (confluence avec la rivière Jacques-Cartier).
À partir de sa source, le cours de la rivière Launière descend sur 35,5 km, avec une dénivellation de 294 m. Elle débute par un segment de 1,3 km vers l'ouest en passant entre deux montagnes, jusqu'à la rive ouest du lac Jeanne. Ensuite, la rivière coule 5,1 km vers le sud en traversant successivement le lac Jeanne sur 0,3 km, le lac Levitt sur 0,5 km, le lac Castonguay sur 0,9 km soit sur sa pleine longueur, le Lac du Grand Chien sur 1,7 km soit sur sa pleine longueur jusqu'au barrage à l'embouchure de ce dernier. Note : une route forestière passe sur ce barrage. Elle va après 2,2 km d'abord vers le sud, puis vers l'est, en traversant le lac Launière (altitude : 808 m) sur sa pleine longueur, jusqu'à son embouchure. Note : Le lac Launière reçoit du côté est la décharge du Lac La Giroflée et du côté ouest la décharge du lac Frazie. Elle suit ensuite sur une longueur de 2,7 km vers le sud notamment en traversant le Lac du Renflement (altitude : 809 m) sur sa pleine longueur, jusqu'au barrage à son embouchure. Elle va 3,5 km vers le sud dans une vallée encaissée notamment en traversant le Lac Étincelant (altitude : 803 m) sur 0,9 km, soit sur sa pleine longueur, jusqu'à son embouchure. Elle coule 2,1 km vers le sud en traversant deux séries de rapides, jusqu'à un coude de rivière, correspondant à la décharge (venant de l'ouest) du Lac du Huard. Elle tourne 2,5 km vers le sud-est, notamment en traversant le Lac des Sentinelles (altitude : 789 m) sur 0,4 km, jusqu'à un ruisseau (venant de l'est). Elle va 6,0 km vers le sud dans une vallée encaissée, en traversant quelques séries de rapides en fin de segment, jusqu'à un ruisseau (venant de l'ouest). Elle va 5,0 km vers le sud en traversant plusieurs séries de rapides et en passant sous le pont de la route forestière, jusqu'à la décharge (venant de l'ouest) du Lac Frank. Elle coule 1,8 km vers le sud-est en recueillant la décharge (venant de l'ouest) du Lac Dorothy, jusqu'à la confluence de la rivière du Milieu. Finalement, elle va 2,4 km vers le sud-est dans une vallée encaissée et formant une petite courbe vers le nord-est pour contourner une montagne, jusqu'à son embouchure.
La courant de la rivière Launière se déverse sur la rive nord de la rivière Jacques-Cartier, dans un coude de rivière. De là, le courant descend sur 69,7 km généralement vers le sud en suivant le cours de la rivière Jacques-Cartier.

## Toponyme
Le toponyme "rivière Launière" figure sur une carte du parc national des Laurentides (1954). L'origine de cet hydronyme est probablement attribué en mémoire d'une famille de gardes-chasse qui demeurait au lac à Noël, à 45 km au sud de L'Étape.
Le toponyme « rivière Launière » a été officialisé le 5 décembre 1968 à la Banque des noms de lieux de la Commission de toponymie du Québec.